# Ystervark-formatie
De Ystervark-formatie (Ystervark is Afrikaans voor stekelvarken) is een geologische formatie in het Sperrgebiet in zuidwestelijk Namibië die afzettingen uit het Eoceen omvat.  
In de Ystervark-formatie zijn fossiele vondsten uit het Lutetien (47,8-41,3 Ma) gedaan. De fauna van Namibië in het Midden-Eoceen omvatte de grote herbivoor Namatherium, klipdassen (Namahyrax), springspitsmuizen, de primaat Notnamaia, knaagdieren (Apodecter, Bathyergoides, Glibia, Prepomonomys, Protophiomys, Silicamys), insectivoren, de creodont Pterodon, hoendervogels (Namaortyx, Scopelortyx , papegaaiachtigen (Namapsitta) , krokodillen, hagedissen, slangen, wormhagedissen en kikkers. 
Zuidelijk Namibië was tot in het Lutetien een relatief vochtig en tropisch gebied met zomerse regenval. Savannes overheersten met dichter begroeide gebieden rondom aanwezige watergebieden. In het volgende tijdvak, het Bartonien, werd het klimaat in dit gebied in toenemende mate droger. 